# Pseudomyrmex rufomedius
Pseudomyrmex rufomedius es una especie de hormiga del género Pseudomyrmex, subfamilia Pseudomyrmecinae. Esta especie fue descrita científicamente por Smith en 1877.

## Distribución
Se encuentra en Guatemala y México.